# Rex - Chú chó thám tử
Rex - Chú chó thám tử (tiếng Đức: Kommissar Rex, tiếng Ý: Il commissario Rex / Đặc nhiệm Rex) là một bộ phim thuộc thể loại hình sự - phá án.

## Lịch sử
Ban đầu bộ phim được thực hiện tại Áo và lên sóng từ năm 1994 tới 2004. Năm 2008, bộ phim được hồi sinh và làm tiếp liên kết sản xuất giữa Áo và Ý. Kể từ năm 2009, bộ phim được sản xuất hoàn toàn tại Ý; tuy vậy, nhiều bối cảnh vẫn quay tại Áo.

## Nội dung
Bộ phim kể về một chú chó chăn cừu giống Đức trong vai trò là một chú chó cảnh sát tên Rex. Rex và cộng sự của mình cùng với phần còn lại của đội đặc nhiệm Kriminalpolizei tại Vienna chuyên điều tra các vụ án giết người đáng chú ý, họ làm việc cùng nhau và truy tìm ra hung thủ. Kể từ năm 2008, bộ phim được lấy bối cảnh tại Rome.

## Nhân vật

### Rex
chú chó chăn cừu giống Đức được cảnh sát huấn luyện, có khả năng đánh hơi ma túy, dò mìn.

### Chủ
Rex có nhiều người chủ khác nhau qua các thời kỳ, hầu hết Rex phải đổi chủ là vì chủ cũ đã hi sinh trong quá trình phá án. Mỗi lần đổi chủ là một lần thử thách cho nhân vật xuyên suốt này. Tính tới thời điểm hiện tại Rex có sáu người chủ do các diễn viên khác nhau thủ diễn.
| Vai diễn            | Diễn viên         | Phần xuất hiện  | Thời gian đảm nhận | Bối cảnh |
| ------------------- | ----------------- | --------------- | ------------------ | -------- |
| Richard Moser       | Tobias Moretti    | phần 1, 2, 3, 4 | 1994-1997          | Áo       |
| Alexander Brandtner | Gedeon Burkhard   | phần 5, 6, 7    | 1997-2001          | Áo       |
| Marc Hoffmann       | Alexander Pschill | phần 8, 9, 10   | 2002-2004          | Áo       |
| Lorenzo Fabbri      | Kaspar Capparoni  | phần 11, 12, 13 | 2008–2012          | Roma     |
| Davide Rivera       | Ettore Bassi      | phần 14, 15     | 2012–2013          | Roma     |
| Marco Terzani       | Francesco Arca    | phần 16         | 2013 - hiện nay    | Roma     |

## Hậu trường
Bộ phim từng được phát sóng trên kênh VTV3 của Đài truyền hình Việt Nam vào những năm đầu thập niên 2000 với nhan đề Rex - Chú chó thám tử đã tạo nên cơn sốt. Từ đó tại nhiều vùng nông thôn Việt Nam những chủ nhà, đặc biệt là trẻ em đều có sở thích gọi chú chó nhà mình là Rex.